# Rotohrbülbül

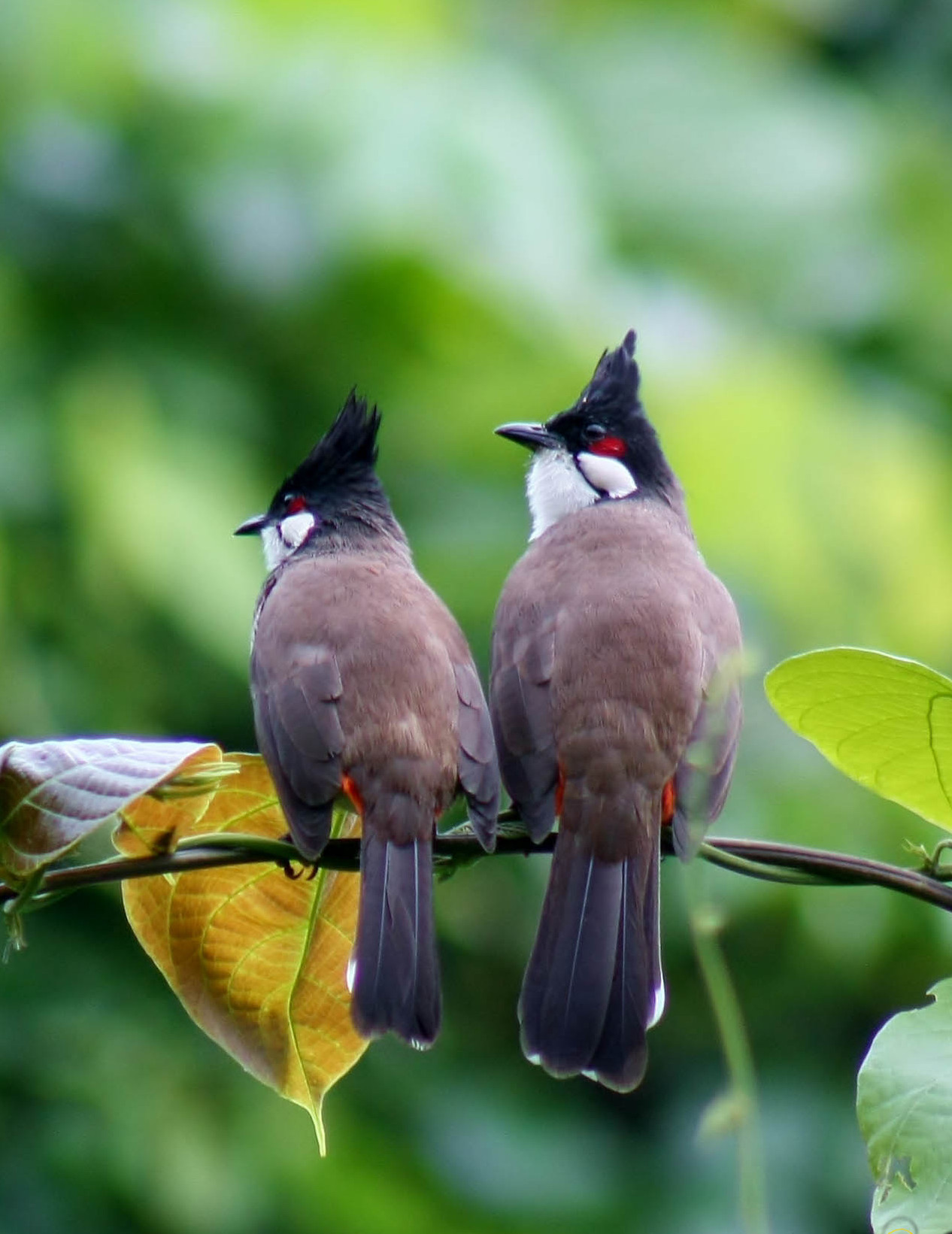
Rotohrbülbüls

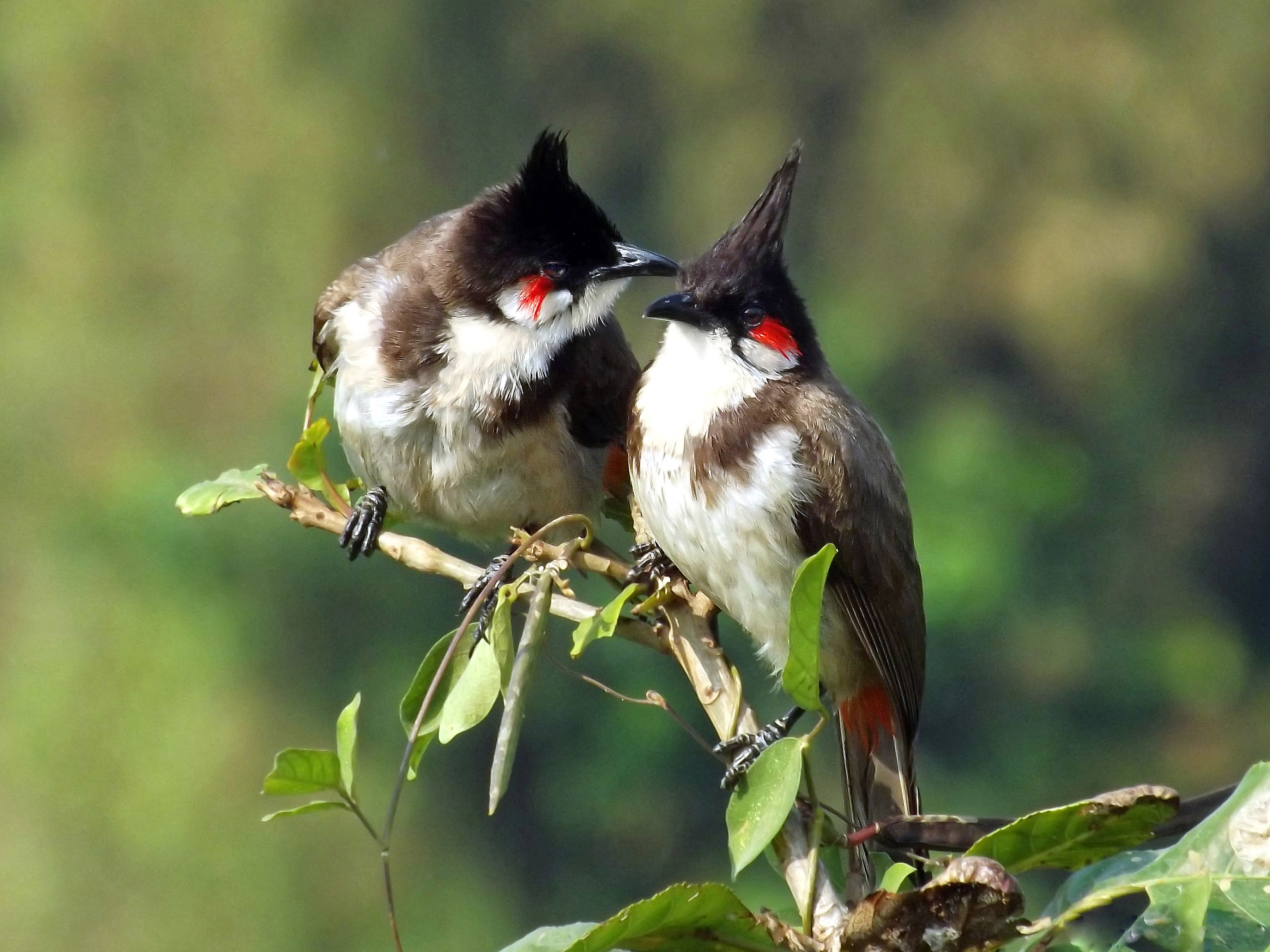
Gegenseitige Gefiederpflege bei Rotohrbülbüls

Der Rotohrbülbül (Pycnonotus jocosus) ist ein Echter Bülbül aus der Familie der Bülbüls.
Er ist im tropischen Asien von Indien bis nach Südostasien und China verbreitet. Vom Menschen wurde er nach New South Wales (Australien), Mauritius,  Spanien und Florida eingeschleppt.
Die Bestandssituation des Rotohrbülbüls wurde 2016 in der Roten Liste gefährdeter Arten der IUCN als „Least Concern (LC)“ = „nicht gefährdet“ eingestuft.

## Merkmale

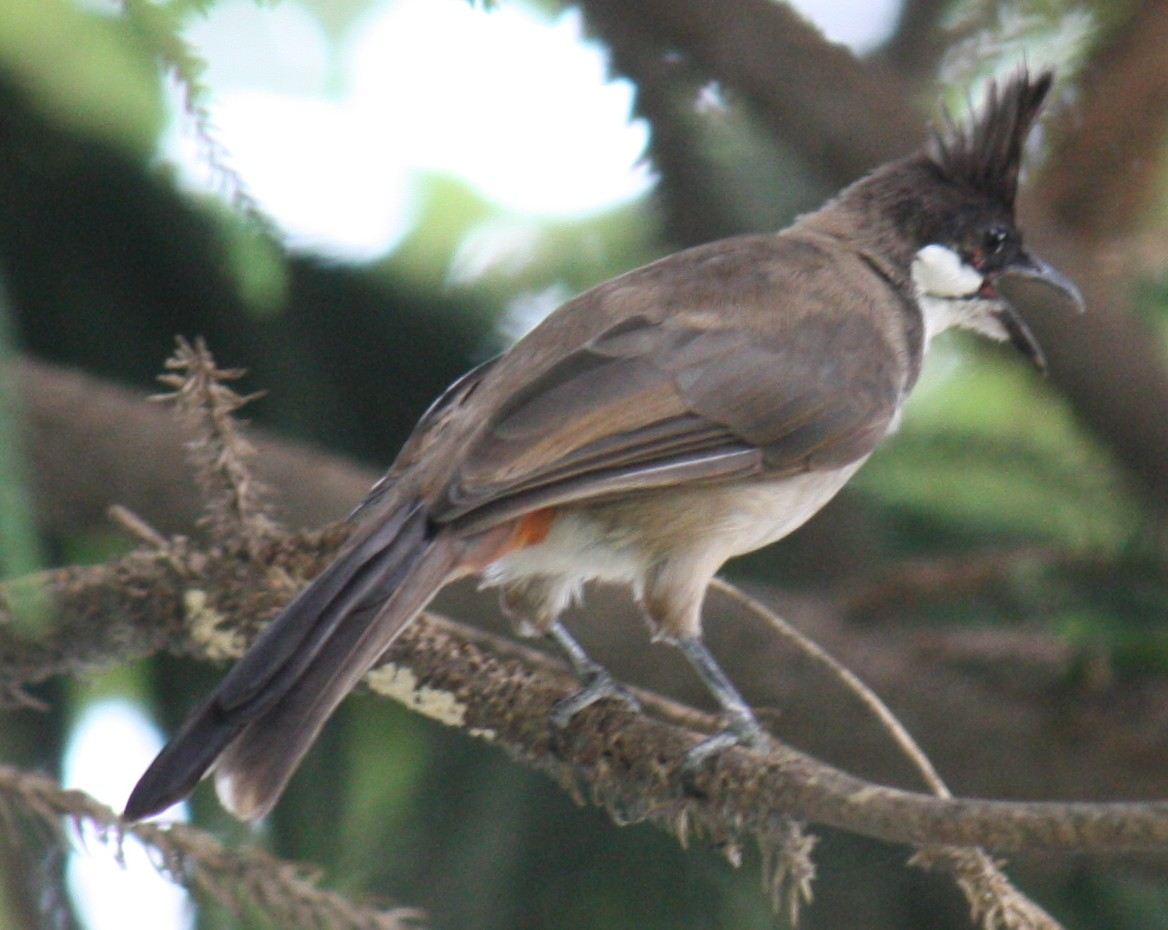
Ein noch nicht umgefärbter Jungvogel

Der Rotohrbülbül erreicht eine Körperlänge zwischen 18 und 20,5 Zentimeter. Sie wiegen zwischen 25 und 31 Gramm. Es gibt keinen auffälligen Geschlechtsdimorphismus.
Der Rotohrbülbül hat eine braune Oberseite und eine weißliche Unterseite, ein dunkler, vorne offener Ring endet auf der Brust in Schulterhöhe. Er hat eine schwarze Haube, die spitz und schmal zuläuft.
Hinter den Augen hat er jeweils einen roten Fleck. Die Wange, die Kehle, die Brust und der Bauch sind weiß. Der Schwanz ist lang und braun mit weißen Federspitzen, der Bürzel selbst ist orange.
Ein Sexualdimorphismus liegt nicht vor. Die Männchen und Weibchen sind gleich gefärbt, lediglich die Jungvögel sind vor dem Umfärben braun.
Sein Flug ähnelt dem der Spechte.

## Unterarten und ihr Verbreitungsgebiet

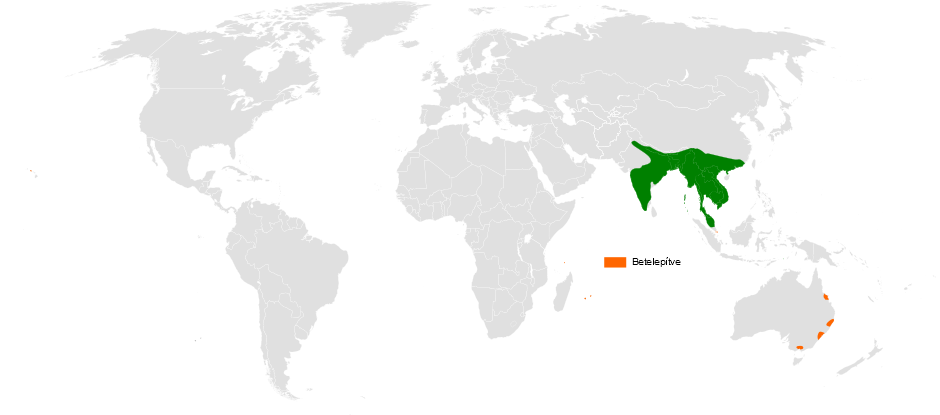
Verbreitung des Rotohrbülbüls
Natürliches Vorkommen
Eingeführt

In dem großen Verbreitungsgebiet werden eine Zahl von Unterarten unterschieden.
- Pycnonotus jocosus abuensis  (Whistler, 1931): Nordwest-Indien. Es fehlen die weißen Flecken an der Schwanzunterseite, das Brustband ist nicht geschlossen.
- Pycnonotus jocosus emeria (Linnaeus, 1758): Ostindien, Bangladesch, fehlt in Myanmar nur im Osten, Südwestthailand, die Federhaube, die Stirn, der Nacken und das angedeutete Halsband sind tiefschwarz.
- Pycnonotus jocosus fuscicaudatus (Gould, 1866): West- und Zentralindien. Das schwarze Halsband ist auf der Brust geschlossen.
- Pycnonotus jocosus hainanensis (Hachisuka, 1939): Nordvietnam und Südchina.
- Pycnonotus jocosus jocosus (Linnaeus, 1758): Südostchina – der rote Ohrfleck ist unten von einem schwarzen Federsaum eingefasst.
- Pycnonotus jocosus monticola (Horsfield}, 1840): Osten des Himalaja bis in den Nordosten Indiens. Vom Süden Tibets bis in den Norden von Myanmar und dem Süden Chinas. Das Körpergefieder dieser Unterart ist insgesamt sehr dunkel.
- Pycnonotus jocosus pattani Deignan, 1948: Der Süden Myanmars, Thailands und der Norden Malaysias sowie Laos und Südostindochina
- Pycnonotus jocosus pyrrhotis (Bonaparte, 1850): Nordindien und Nepal Das Brustband ist nicht geschlossen. Die Schwanzfedern sind weiß.
- Pycnonotus jocosus whistleri Deignan, 1948: Andamanen, kleiner als die Nominatform und weist kürzere Haubenfedern auf.

## Lebensraum
Der Rotohrbülbül lebt in schütter bewaldeten Regionen mit Büschen und Sträuchern und auch in landwirtschaftlich genutzten Gebieten. Er erschließt sich auch den urbanen Raum und kommt in Parks und Gärten vor.
Man hört ihn öfter als man ihn sieht, gelegentlich lässt er sich auffallend auf den Boden nieder. Seine Nester baut er in Büschen.
Sein öfter wahrgenommener Verwandter, der Rotsteißbülbül, wird häufiger in menschlichen Siedlungen gesehen. Wie oft bei spatzengroßen Vögeln sind seine Bedrohungen in menschlicher Nähe eher Katzen und elektrische Kabel auf Masten.

## Lebensweise
Rotohrbülbüls ernähren sich von Früchten, Nektar und Insekten. Der laute und einprägsame Ruf ist ein scharfes kink-aa-ju, der Gesang ist ein schimpfendes Geschnatter. Seine Stimme ähnelt einem fröhlichen menschlichen Pfeifen. Wenn Jungvögel im Nest sind, löst ein menschliches Pfeifen die Reaktion der Jungen aus.

## Fortpflanzung

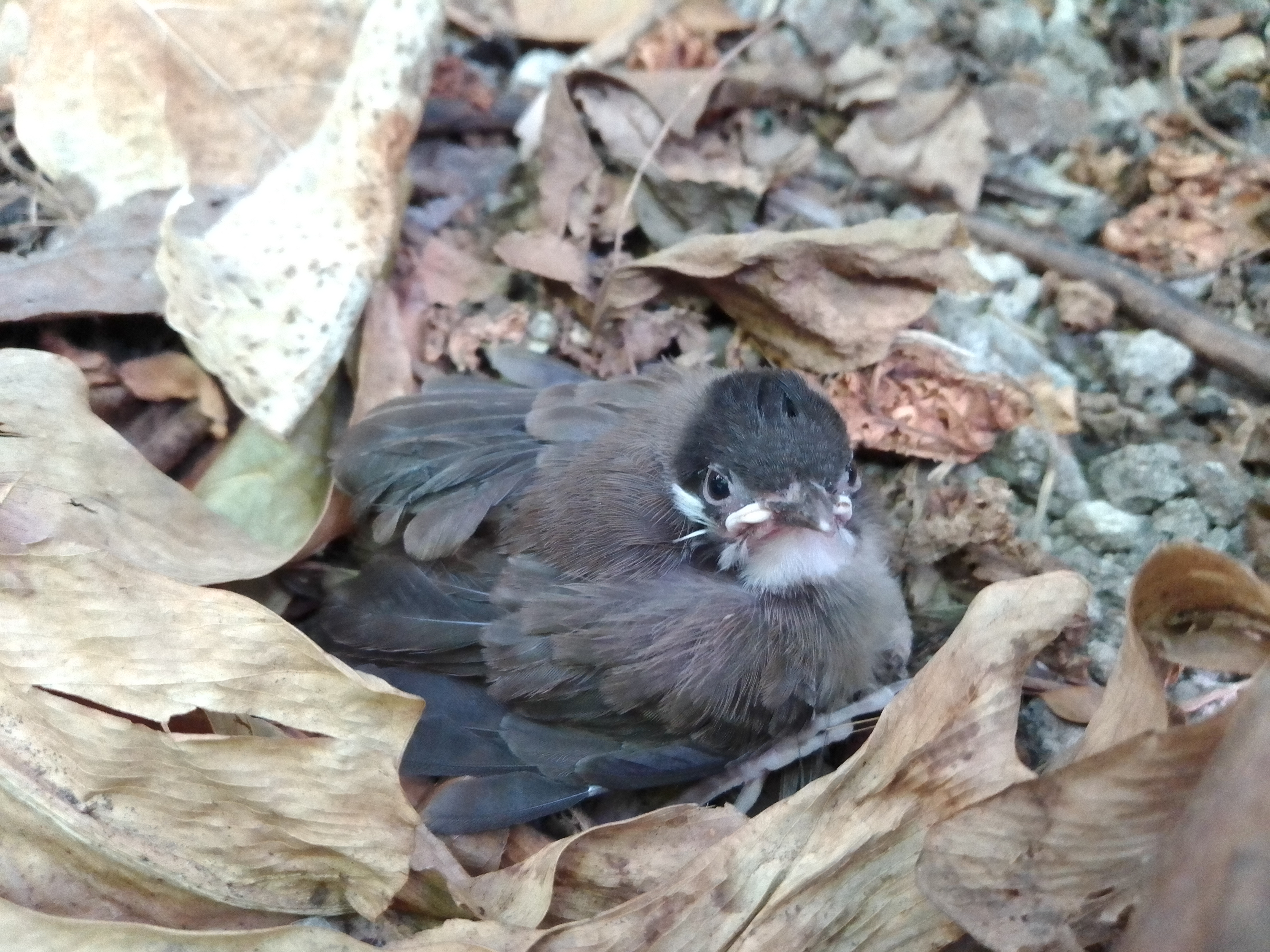
Küken eines Rotohrbülbüls in der Tropenhalle des Alfred-Brehm-Hauses im Tierpark Berlin

Die Brutzeit variiert mit dem Verbreitungsgebiet. Das Nest ist ein tiefes Napfnest, das sie aus Gräsern, Blättern und Pflanzenfasern bauen. Das Gelege besteht in der Regel aus zwei bis drei Eiern. Die Nestlinge schlüpfen nach einer Brutzeit von 12 bis 14 Tagen. Da die Brut bereits mit der Ablage des ersten Eis aufgenommen wird, schlüpfen die Nestlinge asynchron. Sie werden zu Beginn von den Elternvögeln vorwiegend mit animalischer Kost gefüttert. Sie sind nach etwa zwei Wochen flügge. Wenn die Küken vorzeitig das Nest verlassen, bleiben sie am Boden und werden weiterhin von den Eltern gefüttert.

## Haltung
Rotohrbülbüls werden in Zoologischen Einrichtungen meist in Tropenhäusern in Vergesellschaftung mit anderen Vögeln (aber auch Kleinsäugern) gehalten. Lassen die Temperaturen es zu, auch in Volieren

## Einzelbelege
1. ↑  
Pycnonotus jocosus in der Roten Liste gefährdeter Arten der IUCN 2017. Eingestellt von: BirdLife International, 2016. Abgerufen am 16. Dezember 2017.
2. ↑   Pagel, Marcordes:  Exotische Weichfresser. S. 100.
3. ↑  Zootierliste